# Buen Humor
Buen Humor fue una revista satírica y literaria publicada en España entre 1921 y 1931.

## Descripción
Buen Humor fue fundada por el dibujante y caricaturista Pedro Antonio Villahermosa y Borao, conocido por su pseudónimo «Sileno», en 1921. Sileno también editó la revista, la cual incluiría cuentos e ilustraciones. Con una periodicidad semanal, estaba editada en la ciudad de Madrid. La publicación de la revista cesó en 1931.